# 데이미언 콘웨이

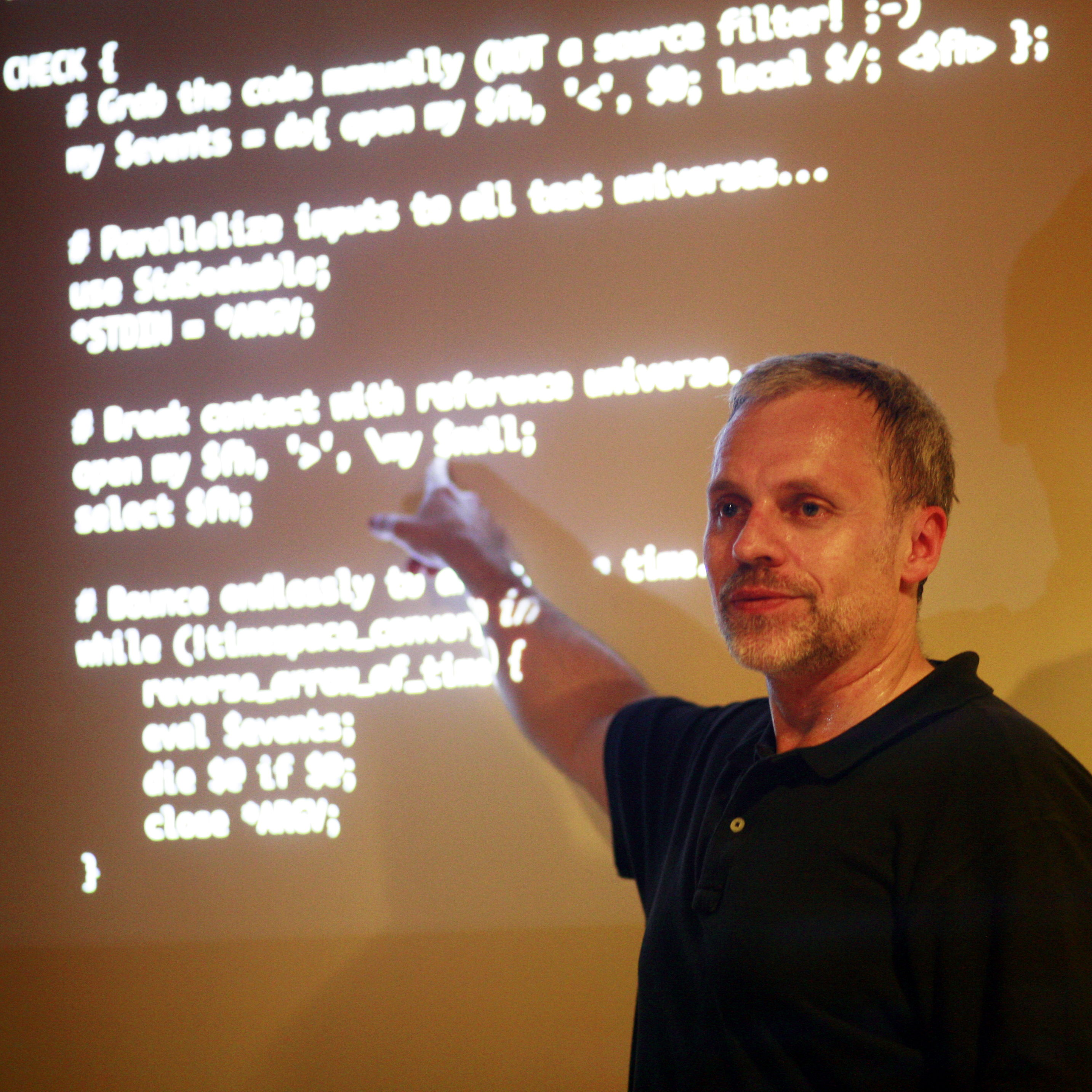
데이미언 콘웨이

데이미언 콘웨이(Damian Conway, 1964년 10월 5일~ , 오스트레일리아 멜버른)는 컴퓨터 과학자, 펄 커뮤니티의 일원, 여러 권의 책을 쓴 저자이다. 2010년까지 모나시 대학교의 정보기술부(Faculty of Information Technology)의 겸임 부교수를 역임했다.
데이미언은 모나시에서 이학사(우등으로) 및 박사 학위를 수료했다. CPAN과 펄 6 언어 설계, 그리고 펄 프로그래밍 트레이닝 코스에 기여한 것으로 잘 알려져 있다.
CPAN 기여에 대해 래리 월 어워드를 3차례 수상했다.
SPEC(Significantly Prettier and Easier C++ Syntax)의 저자 가운데 한 명이다.

## 책
- Object Oriented Perl: A Comprehensive Guide to Concepts and Programming Techniques (Manning Publications, 2000, ISBN 1-884777-79-1)
- Perl Best Practices (오라일리 미디어, 2005, ISBN 0-596-00173-8)
- (with "chromatic" and Curtis "Ovid" Poe) Perl Hacks: Tips & Tools for Programming, Debugging, and Surviving (Hacks) (오라일리 미디어, 2006, ISBN 0-596-52674-1)